# Rue de Verdun (Colombes)
Pour les articles homonymes, voir Rue de Verdun.
La rue de Verdun est une voie de communication située dans le centre historique de Colombes, dans le département des Hauts-de-Seine.

## Situation et accès
Cette voie de communication orientée du nord au sud part du carrefour de la rue Saint-Denis et se termine à l'intersection de la rue du Bournard et de la rue Gabriel-Péri. Elle est accessible par la gare de Colombes.

## Origine du nom
Le nom de cette rue vient de Jean-Jacques-Marie, comte de Verdun (1739–1822), résidant à Colombes et bienfaiteur de la population. Monsieur de Verdun, fermier général des Trois-Évêchés et chef du conseil des finances du comte d'Artois, était avec son épouse propriétaires du château de Colombes, situé rue Royale.
Ils le firent restaurer et y reçurent notamment Élisabeth Vigée Le Brun.
Monsieur de Verdun fut arrêté sous la Révolution car noble. Les habitants réclamèrent par pétition qu’il soit libéré et échappe à la guillotine. Il est enterré au cimetière communal Gabriel Péri.
Cette rue reçut son nom par délibération du 9 février 1845.

## Historique

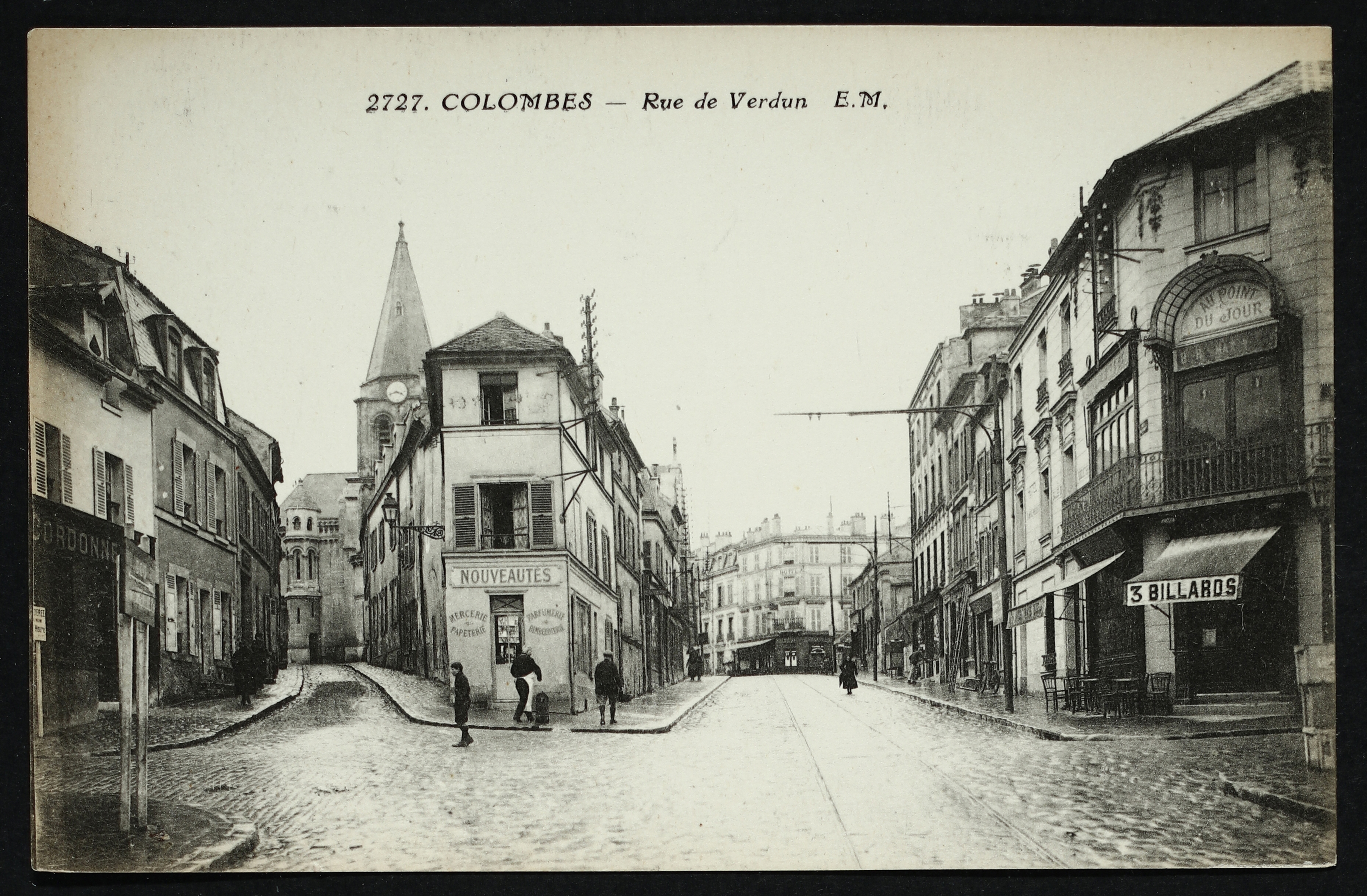
La rue de Verdun vers 1900.

Cette voie fait partie du tracé de l'ancien chemin de Colombes à Courbevoie, qui fut grandement amélioré en 1817 et c'est lors de ces travaux que la rue de Verdun fut tracée.
La physionomie de cette voie fut totalement modifiée en 1968 lorsqu'elle fut élargie de façon à laisser un plus large passage aux véhicules. La rue de Moutiers disparut et l'église faillit être totalement détruite.

## Bâtiments remarquables et lieux de mémoire
- Ancienne église Saint-Pierre-Saint-Paul de Colombes.